# De Schaduw van de Engel
De Schaduw van de Engel is het achtste deel in de stripreeks De Schorpioen, welke is gecreëerd door Stephen Desberg (tekst) en Enrico Marini (tekeningen). De eerste druk verscheen in 2008 bij uitgeverij Dargaud. 

## Synopsis
De krijgsmonniken hebben naast de Huzaar (zie deel 7: In de Naam van de Vader) ook Mejaï gevangengenomen, maar dat blijkt een truc van de Schorpioen om in de gevangenis te geraken. Met behulp van Fenice bevrijden zij de Huzaar. 
Deze groep (Schorpioen, Mejaï, Huzaar, Fenice) bezoeken vervolgens een vrouw, die Magdalena vijfentwintig jaar geleden heeft bezocht toen zij zwanger was van Armando. Magdalena wilde het kind niet baren. Ze vroeg de vrouw haar te “zuiveren van dat smerige zaad”. De vrouw vroeg haar later terug te komen, maar werd voor die tijd reeds bezocht door een ‘fixer' (Tiberio), die haar instrueerde het kind geboren te laten worden en te laten leven. In ruil voor een beloning zou ze nooit meer over deze zaak mogen praten. 
De vrouw heeft zich stipt aan haar instructies gehouden, maar waarschuwt de Schorpioen: De man die wilde dat je bleef leven, wilde dat omdat hij je nodig heeft. Hij verwacht iets van je dat niet deugt. 
Aurelio, het hoofd van de familie Latal, is in Rome aangekomen (tot op heden werden de Latals vertegenwoordigd door Ansea's broer Ursus),  en ontbiedt Nelio in zijn paleis in het kader van een plan om de macht van de Trebaldi's (met name Cosimo) te beperken ten faveure van die van de Latals. Wat dit plan inhoudt, is vooralsnog niet duidelijk. 
Marie-Ange zoekt, in opdracht van Cosimo, toenadering tot Armando. Marie-Ange voert een toneelstukje op: zij is Armando's vrouw voor het leven, ze hebben elkaar trouw gezworen, enzovoorts. Armando, die net zover is dat hij toekomstplannen met Mejaï maakt (die dientengevolge in de zevende hemel is), raakt van Marie-Anges verschijning en avances compleet in de war. Mejaï is daarvan weer de dupe. 
Marie-Ange stelt dat zij Armando kan helpen bij Cosimo in de buurt te komen. Dit aas kan Armando moeilijk weerstaan. Verder dan een zoenpartij komt het tussen de twee oud-geliefden niet, maar dat weet Mejaï weer niet. 
Marie-Ange verzekert Mejaï dat geen sprake is van liefde, en dat zij de Schorpioen, die zij als Armando kent, slechts gebruikt voor haar eigen plannen. Ook de paus raakt door Marie-Ange in de war. Zij doet hem aan Magdalena denken. 
Tiberio heeft een ontmoeting met zijn opdrachtgever van weleer (dat wil zeggen degene die Tiberio opdracht heeft gegeven Magdalena's abortusplannen te dwarsbomen). Deze opdrachtgever is niemand minder dan Trebaldi senior. Deze draagt Tiberio uit te zoeken wie de Schorpioen is, en wat hij wil. 
Een subplot ontvouwt zich rond goud dat Cosimo verwacht uit Frankrijk. Hij heeft dit goud nodig om het soldij van de krijgsmonniken te kunnen betalen. Meerdere partijen, waaronder Marie-Ange, hebben het op dit goud gemunt. 
De Schorpioen ontmoet Nelio, die hem helpt een patrouille van het lijf te houden (met als onderliggende reden dat Nelio wil dat Cosimo hem gaat vrezen). Nelio stelt zich echter aan Armando voor als Giacomo Milanelli. Hij vertelt de Schorpioen over het goudzending, en stelt voor samen het goud te stelen. 
Ansea heeft alles afgeluisterd, en vraagt Nelio wat voor spelletje hij speelt. Blijkbaar vormt het geen onderdeel van het plan van Latal senior. Nelio heeft een ontmoeting met Latal senior, waarin Nelio eist dat Ansea met hem in het huwelijk treedt. 
Zowel Nelio als Marie-Ange denken dat de Schorpioen zijn rol in hun respectievelijke plannetjes wel even zal spelen: Cosimo en diens krijgsmonniken afleiden (en in Nelio's versie: Cosimo doden), zodat zij het goud kunnen stelen. 
Intussen leert de Schorpioen de ware identiteit van Giacomo Milanelli kennen, en verneemt Cosimo dat Marie-Ange haar eigen koers vaart, die onder ander inhoudt dat zij de Schorpioen naar hem toebrengt. Cosimo ontsteekt in woede als hij verneemt dat Marie-Ange en de Schorpioen een verhouding hebben. 
Marie-Ange (vergezeld door Mejaï) en Nelio worden met een briefje van de Schorpioen naar een locatie buiten Rome gelokt. Zowel Nelio als Marie-Ange gaan ervan uit dat de Schorpioen hen zal ontdoen van Cosimo Trebaldi. Zij weten niet dat Armando en de Huzaar op dat moment al het Franse goud hebben ingepikt. 
Cosimo, Nelio, Marie-Ange en Mejaï ontmoeten elkaar op dezelfde plek, waar zij van de krijgsmonniken vernemen dat de Schorpioen er met het goud vandoor is. Terwijl Armando en de Huzaar de zonsondergang tegemoet rijden, worden zij vanaf een heuveltje in de gaten gehouden door Tiberio.

## Receptie
Het achtste deel in de reeks werd positief ontvangen. Stripspeciaalzaak schreef: "De tweede cyclus van De Schorpioen mag dan iets minder avontuurlijk zijn, het geheel vormt een van de sterkste reeksen van het afgelopen decennium. Bovendien blijft elk nieuw deel een onvervalste topper. Het fabelachtige tekenwerk van Enrico Marini zit hier vast en zeker voor iets tussen. Sfeervol, haarscherp, technisch de perfectie benaderend. Kortom, de Negende Kunst op zijn best en een prachtig eindejaarsgeschenk.".